# Lathys delicatula
Lathys delicatula là một loài nhện trong họ Dictynidae.
Loài này thuộc chi Lathys. Lathys delicatula được Willis J. Gertsch & Mulaik miêu tả năm 1936.